# Dendryphantes linzhiensis
Dendryphantes linzhiensis là một loài nhện trong họ Salticidae.
Loài này thuộc chi Dendryphantes. Dendryphantes linzhiensis được Hsen Hsu Hu miêu tả năm 2001.